# Torneremo ancora
| Recensione | Giudizio |
| ---------- | -------- |
| Rumore     | 85/100   |

Torneremo ancora è l'ultimo album di Franco Battiato, realizzato in collaborazione con la Royal Philharmonic Orchestra di Londra e pubblicato in Italia il 18 ottobre 2019 dalla Sony Music. 

## Descrizione
Il disco contiene nuove versioni di brani già editi, registrate nell'estate del 2017 durante le prove del tour con l'orchestra diretta da Carlo Guaitoli, alle quali si aggiunge il brano inedito Torneremo ancora, composto da Battiato insieme a Juri Camisasca. Il brano è stato trasmesso in anteprima in radio dal 14 ottobre 2019.

## Tracce
1. Torneremo ancora (Battiato-Camisasca) (inedito)[5]
2. Come un cammello in una grondaia (Jaeggy-Battiato-Pio)
3. Le sacre sinfonie del tempo (Battiato-Pio)
4. Lode all'inviolato (Battiato)
5. L'animale (Battiato-Pio)
6. Tiepido aprile (Battiato-Sgalambro)
7. Povera patria (Battiato-Pio)
8. Te lo leggo negli occhi (Sergio Bardotti-Sergio Endrigo)
9. Perduto amor (Salvatore Adamo-Angelo De Lorenzo)
10. Prospettiva Nevsky (Battiato-Pio)
11. La cura (Battiato-Sgalambro)
12. I treni di Tozeur (Cosentino-Battiato-Pio)
13. E ti vengo a cercare (Battiato)
14. Le nostre anime (Battiato)
15. L'era del cinghiale bianco (Battiato-Pio)

## Classifiche
| Classifica (2019) | Posizione massima |
| ----------------- | ----------------- |
| Italia            | 2                 |